# آتلانتیک سالور
آتلانتیک سالور (به انگلیسی: Atlantic Salvor) یک کشتی است که طول آن ۴۲٫۸۷۶۲ متر (۱۴۰٫۶۷۰ فوت) می‌باشد. این کشتی در سال ۱۹۷۷ ساخته شد.